# Korotnok
Korotnok (szlovákul: Korytné) község Szlovákiában, az Eperjesi kerület Lőcsei járásában.

## Fekvése
Szepesváraljától 6 km-re keletre, a Branyiszkó-szoros nyugati oldalán fekszik.

## Története
1294-ben említik először. Neve a szláv korito (= teknő) főnévből származik. Lakói főként mezőgazdasággal foglalkoztak.
A 18. század végén Vályi András így ír róla: „KOROTNOK. Koritnye. Tót falu Szepes Várm. földes Ura Korotnoky Uraság, lakosai katolikusok, és másfélék, fekszik Polyanóczhoz nem meszsze, mellynek filiája, postája is van, határjának egy harmad része sovány, de más szép javai is vannak.”
Az 1848–49-es szabadságharc téli hadjáratának egyik jelentős következményekkel járó ütközete volt az 1849. február 5-én, a Branyiszkói-hágónál lezajlott ütközet. Az itt elesett kb. 150-200 honvéd közül ismeretlen számú honvéd sírja található a helyi temetőben.
Fényes Elek 1851-ben kiadott geográfiai szótárában így ír a faluról: „Korotnok, Szepes vmegyében, tót falu, a Branyicskó hegy alatt, Sáros vmegye szélén, az eperjesi postautban: 146 kathol., 4 evang. lak. Postahivatal. Vendégfogadó. Kastély. F. u. a Korotnoky nemz.”
A temetőben 1913-ban felavatott honvéd emlékműt Tisza Miksa készítette.
A trianoni diktátum előtt Szepes vármegye Lőcsei járásához tartozott.

## Népessége
| Év:            | 1994. | 2004. | 2014.    | 2024.   |
| -------------- | ----- | ----- | -------- | ------- |
| Emberek száma: | 0     | 112   | 92       | 98      |
| Eltérés:       |       | –     | -17,85 % | +6,52 % |

| Év:            | 2023. | 2024.   |
| -------------- | ----- | ------- |
| Emberek száma: | 103   | 98      |
| Eltérés:       |       | -4,85 % |

1910-ben 356, túlnyomórészt szlovák anyanyelvű lakosa volt.
2001-ben 118 lakosából 116 szlovák volt.
2011-ben 102 lakosából 92 szlovák volt.

## Nevezetességei
- Római katolikus temploma 1816-ban épült klasszicista stílusban.
- 1817-ben épített kápolnája.